# Космологічне червоне зміщення
Космологічне (метагалактичне) червоне зміщення — спостережуване для всіх далеких джерел (галактики, квазари) зниження частот випромінювання, пояснюване як динамічне віддалення цих джерел один від одного і, зокрема, від нашої Галактики, тобто як розширення Всесвіту.

## Історія виявлення
Червоне зміщення для галактик було виявлено американським астрономом Весто Слайфером в 1912-1914 роках; в 1929 році Едвін Габбл відкрив, що червоне зміщення для далеких галактик більше, ніж для близьких, і зростає приблизно пропорційно відстані (закон червоного зміщення, або закон Хаббла). Попри те що, як виявилося пізніше, вимірювання, які він зробив, були неточними та не пов'язаними з космологічним червоним зсувом (розширення Всесвіту починає виявлятися на набагато більших відстанях), як показали пізніші вимірювання, закон, який він «відкрив», існує.
Хоча існували різні пояснення спостережуваного зсуву спектральних ліній, наприклад, гіпотеза стомленого світла, тільки загальна теорія відносності дає несуперечливу картину, яка пояснює всі спостереження. Таке пояснення цього явища є загальноприйнятим.

## Сутність явища
Часто космологічне червоне зміщення пов'язують з ефектом Доплера, який пов'язують з рухом галактик один щодо одного. Однак насправді, космологічне червоне зміщення відбувається дещо по-іншому, воно пов'язане з розширенням простору згідно із ЗТВ. У спостережуване червоне зміщення від галактик вносить вклад як космологічне червоне зміщення через розширення простору Всесвіту, так і червоне або фіолетове зміщення ефекту Доплера внаслідок власного руху галактик. При цьому на великих відстанях внесок космологічного червоного зміщення починає переважати..
Сутність космологічного червоного зміщення можна представити так: розглянемо світло — електромагнітну хвилю, що йде від далекої галактики. У той час як світло летить через космос, простір розширюється. Разом з ним розширюється і хвильовий пакет. Відповідно, змінюється і довжина хвилі. Якщо за час польоту світла простір розширився вдвічі, то і довжина хвилі і хвильовий пакет збільшуються вдвічі.